# Coupray

Coupray este o comună în departamentul Haute-Marne din nord-estul Franței. În 2009 avea o populație de 174 de locuitori.

## Evoluția populației
| An        | 1975 | 1982 | 1990 | 1999 | 2006 | 2009 |
| --------- | ---- | ---- | ---- | ---- | ---- | ---- |
| Populație | 121  | 140  | 131  | 160  | 181  | 174  |